# Microsorum thailandicum
Microsorum thailandicum là một loài dương xỉ trong họ Polypodiaceae. Loài này được Boonkerd & Noot. mô tả khoa học đầu tiên năm 2001.
Danh pháp khoa học của loài này chưa được làm sáng tỏ. 